# Wilh. シュタインベルク
Wilh. シュタインベルク（ヴィルヘルム・シュタインベルク、Wilh. Steinberg）は、ドイツ・テューリンゲン州・アイゼンベルクのテューリンガー・ピアノフォルテGmbH（Thüringer Pianoforte GmbH）が販売するアップライトピアノおよびグランドピアノのブランドである。日本ではウィルヘルム・スタインベルグとも読まれる。
2008年から香港を拠点とする柏斯琴行（Parsons Music Group）が経営に参加し、2013年にテューリンガー・ピアノフォルテ社はParsons Music Groupの完全子会社となった。2018年現在、WILH. STEINBERGブランドのピアノは、Signatureシリーズがテューリンガー・ピアノフォルテ社の管理の下で、中国本土・香港地域向けのピアノは中国湖北省宜昌市に所在する宜昌金宝楽器製造（Yichang Jinbao Musical Instrument Manufacturing）で製造されている。
1877年、アドルフ・ハインリッヒ・ガイヤー（Adolph Heinrich Geyer）がアイゼンベルクで最初のピアノ工場を設立した。1896年から1902年まで一時的に社名を「Tuch & Geyer（トゥーフ・ウント・ガイヤー）」としたが、1903年に元のA. Geyerに戻した。1900年代始めに会社は成長し、「A. GEYER」、「Fuchs & Mohr」、「Wilh. Steinberg」、「Weisbrod」、「Sassmann」などのブランドのピアノを製造した。第二次世界大戦中にアイゼンベルクのほぼ全てのピアノ工場は接収・破壊されたが、ガイヤー家のピアノ工場は長い歴史のため徴発を免れた。ドイツ民主共和国（東ドイツ）時代（1949年-1990年）、ガイヤーの工場（WILH. STEINBERG AG）はVEB Pianofortefabrik Eisenbergとして国有化された。東ドイツの転換（ドイツ再統一）後、Eisenberger Pianofortefabrik GmbH (WILH. STEINBERG AG) が再設立された。1999年に社名をテューリンガー・ピアノフォルテGmbHとした。
テューリンガー・ピアノフォルテはOEM契約の下でその他いくつかのヨーロッパのピアノブランドを製造・仕上げを行っている。